# متحف كلية الملك فهد الأمنية
متحف كلية الملك فهد الأمنية أحد متاحف المملكة العربية السعودية، الواقع في مقر كلية الملك فهد الأمنية في العاصمة الرياض.

## الوصف
هو متحف تعليمي تابع لكلية الملك فهد الأمنية تم افتتاحه في 30 ذو الحجة 1416 هـ الموافق 1996م٬ ويعد مركزًا توثيقيًا لكل ما يتعلق بقطاعات قوى الأمن الداخلي منذ توحيد المملكة العربية السعودية. يشتمل المتحف على عدد من المعروضات المهمة في مجال الأسلحة٬ والمعدات الأمنية٬ إضافةً إلى نماذج من الآليات والخطط العسكرية. ويحوي المتحف أيضًا بعضًا من وثائق حفائظ النفوس والجنسية ودفاتر الجنسية٬ ولوحات السيارات٬ والصور الفوتوغرافية القديمة٬ وبعض الصور الفوتوغرافية لوزراء الداخلية في المملكة منذ عام 1351 هـ الموافق 1932م. ومن المعروضات المهمة التي يضمها المتحف ميثاق الدرعية الذي تم عقده بين الإمامين محمد بن سعود ومحمد بن عبد الوهاب. كما يضم المتحف قسما خاصًا بشرح خطة الحج في العام 1373 هـ الموافق 1954م٬ وتعليمات وتنظيمات حركة السير